# Berufsverband Deutsche Neurochirurgie
Der  Berufsverband Deutsche Neurochirurgie e. V. (BDNC), bis 2023 Berufsverband Deutscher Neurochirurgen, ist ein deutscher Verein mit Sitz in Berlin mit dem Ziel, für die beruflichen und berufspolitischen Interessen seiner Mitglieder einzutreten. Der Verein hat ca. 550 Mitglieder (Stand 31. Januar 2019).

## Geschichte
Seit 1972 gab es in der Deutschen Gesellschaft für Neurochirurgie eine Abteilung „Berufsfragen“, die zunächst von Hans-Peter Jensen (Kiel) geleitet wurde, später hat Hermann Dietz (Hannover) dieser Kommission vorgestanden. Unter zunehmendem berufspolitischem Druck (wachsende Zahl von Neurochirurgen an nicht-universitären Krankenhäusern sowie steigender Anteil selbstständiger Neurochirurgen, die weniger an einer wissenschaftlichen Fachgesellschaft interessiert sind bzw. dort optimal vertreten werden können) wurde dann durch 9 Gründungsmitglieder in Fortsetzung der Abteilung Berufsfragen der DGNC der Berufsverband Deutscher Neurochirurgen (BDNC) in Düsseldorf gegründet und ins Vereinsregister eingetragen. Andreas Weidner (Osnabrück) war der erste Vorsitzende bis 1994. 2023 wurde der BDNC nach einer Satzungsänderung umbenannt in Berufsverband Deutsche Neurochirurgie.

## Ziele und Aufgaben
Der Verband vertritt die berufsständischen und wirtschaftlichen Interessen seiner Mitglieder gegenüber Kassenärztlichen Vereinigungen, Ärztekammern, Bundesregierung, Ministerien, Gesundheitsbehörden, internationalen Institutionen, Standesorganisationen und der Öffentlichkeit. Er berät und unterstützt seine Mitglieder in fachlichen, wirtschaftlichen und berufsrechtlichen Fragen (z. B. Zivilrecht, Strafrecht, Arbeitsrecht, Sozialrecht, Vertragsrecht). Er fördert die nationale und internationale Zusammenarbeit auf dem Gebiet der Neurochirurgie, die berufliche Fortbildung und wirkt an der Gestaltung der Weiterbildungsordnung sowie des Berufsbildes mit.
Der Verband verfügt über folgende Kommissionen und Ausschüsse und hat Vertreter in allen Kassenärztlichen Vereinigungen der Länder entsandt.
- Gutachtenkommission
- GOÄ-Ausschuss (Gebührenordnung für Ärzte)
- Kommission Qualitätsmanagement
- EBM- und KBV-Ausschuss (Einheitlicher Bewertungsmaßstab, Kassenärztliche Bundesvereinigung)
- DRG-Ausschuss (Diagnosebezogene Fallgruppen)
- Niederlassungsberatung durch den Vorstand des BDNC
- Regressberatung

Gemeinsam mit der Deutschen Gesellschaft für Neurochirurgie unterhält er eine Neurochirurgische Akademie für Weiterbildung und Zertifizierung.
Die Arbeitsgemeinschaft Neurochirurgischer Fachpraxen (ANF) im BDNC gab von 2000 bis 2001 und 2007 bis 2010 sowie 2015 und 2016 in unregelmäßiger Reihenfolge die Zeitschrift für Ambulante Neurochirurgie heraus.

## Mitgliedschaften
Der BDNC ist Mitglied im Berufsverband Deutscher Chirurgen, im Bundesverband NeuroRehabilitation, in der Deutschen Interdisziplinären Vereinigung für Intensiv- und Notfallmedizin sowie dem Spitzenverband Fachärzte Deutschlands.